# Веровская, Анна Павловна
Анна Павловна Веровская (1902-?) — российская и советская драматическая актриса.

## Биография
Родилась в семье драматурга Натальи Львовны Рябовой-Персияниновой, автора пьес, с успехом шедших в начале двадцатого века на сценах Малого и Александринского театров.
Анна Веровская до Великой Отечественной войны была актрисой Московского театра имени М. Н. Ермоловой, во время войны и в послевоенные годы играла на сцене Саратовского театра драмы имени К. Маркса.
Супруг Анны Павловны — Андрей Андреевич Ефремов. Дочь Вера Андреевна стала главным режиссёром Тверского академического театра драмы.

## Роли в театре
- 1945 — «Горе от ума» А. С. Грибоедова. Режиссёр: Константин Андронников — Наталья Дмитриевна[4]
- 1945 — «Последняя жертва» А. Н. Островского. Режиссёр: Андрей Ефремов — Юлия Павловна Тугина[5]